# شهرستان پریوولژسکی (استان سامارا)
شهرستان پریوولژسکی (به لاتین: Privolzhsky District) یک شهرستان در روسیه است که در استان سامارا واقع شده‌است.